# Jack Harris (cầu thủ bóng đá, sinh 1993)
Jack Walker Harris (sinh ngày 5 tháng 4 năm 1993) là một cầu thủ bóng đá người Anglo-Síp thi đấu cho Enosis Neon Paralimni, ở vị trí tiền vệ.